# Samodzielny Wydział Wojskowej Służby Wewnętrznej Jednostek Wojskowych MSW
Samodzielny Wydział Wojskowej Służby Wewnętrznej Jednostek Wojskowych Ministerstwa Spraw Wewnętrznych (SW WSW JW MSW) – jednostka organizacyjna Ministerstwa Spraw Wewnętrznych, powołana w 1965 roku w miejsce zlikwidowanego Zarządu WSW KBW i WOP. W momencie sformowania liczyła 12 żołnierzy i 2 pracowników cywilnych.